# Radiowelt (Zeitschrift, 1984)
Die Radiowelt war eine Zeitschrift, die sich an DXer wandte. Sie erschien monatlich von September 1984 bis August 1995 im Wolfgang Scheunemann Verlag. Die wichtigsten Themen waren Berichte über Sendestationen, deren Programme, Empfangsgeräte und Funktechnik.